# Emile Puttaert
François Emile Puttaert (Brussel, 20 februari 1829 - Aywaille, 6 september 1901) was een Belgisch schilder, tekenaar, graveur en steendrukker, gespecialiseerd in landschappen en architectuur. Hij beheerste het aquarel en gewassen inkt. Puttaert was bijzonder productief als illustrator van boeken en tijdschriften (o.a. La Belgique illustrée, Anvers à travers les âges en L'Illustration Européenne). 